# 马修·弗格森
马修·弗格森（英語：Matthew Ferguson，1973年4月3日—），加拿大演员，主要作品有《男情难了》《高呼爱情》《夺命女杀手 》等。 

## 生活
马修·弗格森在加拿大,安大略省,多伦多出生。 他毕业于克劳德·沃森学院艺术表演系。

## 参演电影
- 爱欲残骸 (1993)
- 男情难了 (1996)
- 高呼爱情 (2001)
- 异次元杀阵2:超级立方体 (2002)

## 参演电视剧
- 夺命女杀手 第一季 (1997)
- 夺命女杀手 第二季 (1998)
- 夺命女杀手 第三季 (1999)
- 夺命女杀手 第四季 (2000)
- 夺命女杀手 第五季 (2001)

## 相关链接
- Matthew Ferguson Official Website
- All About Matthew Ferguson （页面存档备份，存于）
- 马修·弗格森在互联网电影资料库（IMDb）上的資料（英文）